# Анаглифни изображения
Анаглифията е метод за получаване на стереоскопични (3D) изображения чрез цветово кодиране на сигнала, предназначен за лявото и дясното око. За получаване на реалистичен ефект се използват анаглифни очила със специални цветни филтри: за лявото око – червен, а за дясното – син. Стереоизображението се формира от едновременно наблюдение с помощта на очилата на две картини, всяка снимана със съответния филтър, т.е. всяко око възприема само информацията, филтрирана при снимането със съответния цвят.
Основен недостатък на анаглифните изображения е неправилното цветопредаване. Благодарение на ефекта на бинокулярното зрение комбинираното обемно изображение се възприема като еднотонно или ахроматично. Адаптацията към специфичните условия на възприемане става сравнително бързо, но след 15 до 30 минути цветовата чувствителност у наблюдателя намалява и възниква чувство на дискомфорт от възприемането на нормалния (не червено-син) свят.

## Компютърни програми
Компютърни програми генериращи 3D анаглифни изображения:
- Wicked3D EyeSCREAM Light
- 3DMasterKit
- и др.